# Jean-Guy Larivière
Jean-Guy Larivière, né le 29 juillet 1930 à Saint-Isidore de Prescott et mort le 26 novembre 2018 à Shawville, est un homme politique québécois. Il est député de la circonscription de Pontiac de 1970 à 1973 et de Pontiac-Temiscamingue de 1973 à 1981 à l'Assemblée nationale du Québec sous la bannière du Parti libéral du Québec.

## Biographie
Jean-Guy Larivière étudia à l'École Immaculée-Conception à Saint-Isidore et au National Institute of America à Chicago, d'où il obtint un diplôme en électronique et en électricité.  Après avoir travaillé pour le contracteur J.-E. O'Neil de 1952 à 1958 et pour Bristol Mines de 1958 à 1962, il devint président et copropriétaire de L. & M. Electronics Inc. de Campbell's Bay de 1962 à 1976.  Il a installé les premières télévisions de plusieurs foyers pendant cette période.
Il fit ses débuts en politique comme échevin de Campbell's Bay de 1964 à 1967. Il a été élu comme commissaire d'école en 1968. Il a été élu député libéral dans Pontiac en 1970 et réélu dans Pontiac-Témiscamingue en 1973 et en 1976. Il ne s'est pas représenté en 1981.
Il a épousé à Otter Lake le 10 novembre 1949 Annette Gravelle, fille d'Edward Gravelle, garde forestier, et d'Anna Nadon.